# Sake (Republica Democrática del Congo)
Sake es una ciudad en la República Democrática del Congo en la provincia oriental de Kivu del Norte. Se sitúa en el noroeste del Lago Kivu, a 25 km del oeste-noroeste de Goma sobre la Carretera Nacional n.º 2, en el borde de las llanuras de lava volcánicas en el fondo del Valle de Rift Occidental, en una elevación de aproximadamente 1500 m. La escarpadura occidental de los altos del valle de Rift se leva 800 m sobre Sake.
La lava proviene de los volcanes Nyamuragira y Nyiragongo, 25 km noroeste y numerosos conos volcánicos más pequeños qué son alimentado por fisuras de estos volcanes. Algunos de estos conos puede observarse en la  fotografía de satélite 7@–8 este de km de Sake. También se ven flujos de lava que en años recientes han cubierto el área llegando al lago, reduciendo su área. La bahía adyacente, la cual es aproximadamente 40 km² en medida, casi ha sido ocupado fuera por la lava y solo unos 160 m de ancho del canal lo siguen conectando con el lago. 
Sake acogió refugiados ruandeses durante la crisis de refugiados de los Grandes Lagos a mediados de los noventa y residentes de Goma que huyeron en 2002 de la erupción del Monte Nyiragongo.  Las cruentas batallas entre el ejército nacional y las fuerzas rebeldes Laurent Nkunda obligaron a miles de habitantes de Sake a huir en agosto de 2006. El 25 de noviembre de 2006, de quince a veinte mil huyeron  de las batallas entre las fuerzas de Nkunda y el Ejército de DRC en una ofensiva rebelde por el anterior en el área de Sake. La lucha tuvo lugar casi en la víspera de la decisión del Tribunal Supremo sobre las diputadas elecciones presidenciales de 2006. La batalla concluyó al día siguiente.
Sake es la base de la UN Force Intervention Brigade desde julio de 2013.